# Perrigny (Yonne)
Perrigny è un comune francese di 1 187 abitanti situato nel dipartimento della Yonne nella regione della Borgogna-Franca Contea.

## Società

### Evoluzione demografica
Abitanti censiti